# Moïse Bercovici-Erco
Moïse Bercovici-Erco, eigentlich Moshe Bercovici-Erco, auch Moïse Erco Bercovici, (* 1. Juli 1904 in Iași, Rumänien; † 5. April 1944) war ein rumänischer Kunstmaler und Kupferstecher jüdischen Glaubens, der auf dem Weg zu einem Konzentrationslager von deutschen Soldaten erschossen wurde.

## Leben und Wirken
Der Kupferstecher und Kunstmaler Moise Bercovici-Erco wurde durch Octav Băncilă, zu der Zeit Professor an der Școala de Belle Arte in Iași, entdeckt. Er nahm das Studium der Malerei auf. Zu seinen Mitschülern gehörten Băncilă, Nicolae Tonitza, Corneliu Baba und Arnold. Im Jahr 1931 ging Bercovici-Erco nach Paris, um sein Können zu vervollständigen. Hier gründete er ein Atelier in der Rue Delambre 69. Es folgten Ausstellungen in Paris – im Salon des Tuileries, im Salon des Indépendants und dem Salon d’Automne, gemeinsam mit seinen Zeitgenossen Marc Chagall, Alexej von Jawlensky, Wassily Kandinsky und Jacques Lipchitz. Bercovici-Erco bildete in Paris eigene Schüler aus; seine Bilder zeigten vorwiegend Gegenden von Paris, er schuf jedoch auch Porträts. Seine Frau Maria Paluschkewitz und er konnten vom Verkauf seiner Bilder gut leben. Beide wohnten am Montparnasse in der Avenue du Maine 107, unweit von Guillaume Apollinaire, Robert Delaunay und Fernand Léger. Seine Wohnung wurde zum Treffpunkt zeitgenössischer Künstler.
Bercovici-Erco wurde am 24. September 1942 in Paris durch die deutschen Besatzer verhaftet und in das Sammellager Drancy verbracht. Am 28. September 1942 erfolgte seine Deportation in das Außenlager Blechhammer des KZ Auschwitz im heutigen Polen. Auf dem Fußmarsch zum KZ Groß-Rosen wurde er am 5. April 1944, nachdem ihn die Kräfte verließen, am Straßenrand erschossen.

„Auf dem Weg vom „Konzentrationslager Blechhammer“ zur Verlegung wurde er und seine Mitgefangenen zwischen „Blechhammer“ und den verschiedenen KZs hin und her getrieben, also zuerst nach Reigersfeld und am nächsten Tag wieder zurück und das einige Male. Es erfolgten noch weitere unmenschliche Märsche, in Schnee und Eis, zum Beispiel nach Bunzlau, Görlitz, Peterswalde und dann ging der Weg nach Groß-Rosen. […] Am 5. April 1944 verließen Moise Erco-Bercovici seine Kräfte und auch die Hilfe seiner Mitgefangenen konnten ihn nicht motivieren weiter zu gehen. Er ließ sich am Straßenrand nieder und seine Leidensgenossen hörten mehrere Schüsse und es ist anzunehmen das er dort von den deutschen Soldaten erschossen wurde.“

Fast das gesamte Lebenswerk von Bercovici-Erco befindet sich heute in Familienbesitz.